# Le avventure di Tom Sawyer (film)
Le avventure di Tom Sawyer (The Adventures of Tom Sawyer) è un film del 1938 diretto da Norman Taurog, tratto dall'omonimo romanzo di Mark Twain.

## Produzione
Il film fu prodotto dalla Selznick International Pictures.

## Distribuzione
Distribuito dall'United Artists, il film uscì nelle sale cinematografiche statunitensi l'11 febbraio 1938 con una presentazione a New York il 17 febbraio 1938.
In Italia il film fu presentato il 15 agosto 1938 alla 6ª Mostra internazionale d'arte cinematografica di Venezia, ottenendo un buon successo di pubblico e critica e vincendo la coppa del Partito Nazionale Fascista. Fu riproposto nell'immediato dopoguerra.

## Accoglienza

### Critica
(Mario Gromo, La Stampa, 16 agosto 1938)
(Il Piccolo, 16 agosto 1938)